# Ophthalmis boetonensis
Ophthalmis boetonensis là một loài bướm đêm trong họ Noctuidae.